# (2132) Zhukov
(2132) Zhukov es un asteroide perteneciente al cinturón de asteroides, descubierto el 3 de octubre de 1975 por la astrónoma soviética Liudmila Chernyj desde el Observatorio Astrofísico de Crimea (República de Crimea, Rusia).

## Designación y nombre
Designado provisionalmente como 1975 TW3. Fue nombrado en homenaje al político, militar y mariscal de la unión soviética Gueorgui Zhúkov.